# 均川镇
均川镇，是中华人民共和国湖北省随州市随县下辖的一个乡镇级行政单位。

## 行政区划
均川镇下辖以下地区：
古均街社区、幸福社区、均河口村、高皇庙村、光河村、九龙村、红石垭村、黄陂桥村、永福寺村、珍珠庙村、周家畈村、柳树河村、墙院村、龙泉村、解河村、盛茂冲村、包家巷村、园通寺村、冷水港村、迎水村、曾家河村、弯斗冲村、郭家岗村、富家棚村、新河村、药山村、潜家楼村、桃园村、陶家楼村和胡家台村。